# Metal Final4 2023-24
Pokalturneringen i ishockey 2023-24 var den 32. udgave af den danske pokalturnering i ishockey for mandlige klubhold. Turneringen blev arrangeret af Danmarks Ishockey Union og spillet under navnet Metal Final4 på grund af et sponsorat fra Dansk Metal. Den blev afviklet som et final 4-stævne den 19. - 20. januar 2024 i Gigantium Isarena i Aalborg, som var vært for turneringen for sjette år i træk.
Turneringen blev vundet af SønderjyskE Ishockey, som i finalen besejrede Rungsted Seier Capital med 7-0, og som dermed vandt titlen for femte gang. Sønderjydernes syv mål var fordelt på seks forskellige målskytter, hvor Gabriel Desjardins som den eneste spiller scorede to mål. 7-0 var den største finalesejr i pokalturneringen, siden Herning IK vandt med 11-2 over Rungsted IK i 1993-94.
SønderjyskE's målmand, Mattias Pettersson, blev kåret som "årets pokalfighter". Efter 4 minutter og 19 sekunder af semifinalen mod Herning Blue Fox slap han et mål ind, men de resterende 115 minutter og 41 sekunder holdt han buret rent. Selv da Rungsted Seier Capital i finalen en overgang spillede 6 mod 3, lykkedes det for SønderjyskE Ishockey-keeperen at holde stand. Præstationen var så meget desto mere imponerende, når man tager i betragning, at de to kampe i turneringen var Petterssons første i denne sæson, idet han var blev hentet ind som erstatning for klubbens to ordinære målmænd, der begge var skadede. Og han havde først mødt sine holdkammerater om morgenen på den dag, semifinalen blev spillet.
De første 16 spillerunder af Superisligaen 2023-24 fungerede som kvalifikation til turneringen, og de fire bedst placerede hold efter to indbyrdes opgør mellem hvert hold, Aalborg Pirates, Herning Blue Fox, SønderjyskE Ishockey og Rungsted Seier Capital, kvalificerede sig til turneringen.

## Format
Turneringen havde deltagelse af de fire bedst placerede hold i Superisligaen 2022-23 efter 16 spillerunder:
- Aalborg Pirates
- Herning Blue Fox
- SønderjyskE Ishockey
- Rungsted Seier Capital

Turneringen afvikledes som et final 4-stævne, hvor alle kampene blev spillet i Aalborg i dagene 19. - 20. januar 2024. I tilfælde af uafgjort var der forskellige formater for semifinalerne og finalen.
- Semifinalerne blev afviklet efter samme overtidsformat som grundspilskampene i Superisligaen 2023-24, dvs. først fem minutters sudden death med tre markspillere på hvert hold, evt. efterfulgt af straffeslagskonkurrence.
- Finalen blev spillet efter samme overtidsformat som slutspilskampe i Superisligaen 2023-24, dvs. sudden death til først scorede mål med fem markspillere på hvert hold i perioder a 20 minutter.

## Kvalifikation
Da alle holdene Superisligaen 2023-24 havde mødt hinanden to gange, gik de fire bedst placerede hold videre til pokalturneringens semifinaler.
| \| Nr \| Hold \| K \| V3 \| V2 \| T1 \| T0 \| Mf \| \| Mi \| +/- \| P \| \| -- \| ------------------------- \| -- \| -- \| -- \| -- \| -- \| -- \| - \| -- \| ---- \| -------- \| \| 1 \| Aalborg Pirates \| 16 \| 12 \| 1 \| 1 \| 2 \| 74 \| – \| 38 \| +i36 \| 39Final4 \| \| 2 \| Herning Blue Fox \| 16 \| 7 \| 4 \| 2 \| 3 \| 62 \| – \| 45 \| +i17 \| 31Final4 \| \| 3 \| SønderjyskE Ishockey \| 16 \| 6 \| 2 \| 4 \| 4 \| 54 \| – \| 45 \| +i9 \| 26Final4 \| \| 4 \| Rungsted Seier Capital \| 16 \| 7 \| 1 \| 2 \| 6 \| 58 \| – \| 49 \| +i9 \| 25Final4 \| \| 5 \| Odense Bulldogs \| 16 \| 7 \| 1 \| 2 \| 6 \| 53 \| – \| 52 \| +i1 \| 25 \| \| 6 \| Esbjerg Energy \| 16 \| 6 \| 2 \| 1 \| 7 \| 47 \| – \| 44 \| +i3 \| 23 \| \| 7 \| Herlev Eagles \| 16 \| 5 \| 3 \| 1 \| 7 \| 45 \| – \| 53 \| −i8 \| 22 \| \| 8 \| Rødovre Mighty Bulls \| 16 \| 4 \| 2 \| 0 \| 10 \| 46 \| – \| 76 \| −i30 \| 16 \| \| 9 \| Frederikshavn White Hawks \| 16 \| 2 \| 0 \| 3 \| 11 \| 40 \| – \| 77 \| −i37 \| 9 \| K: Spillede kampe, V3: Kampe vundet i ordinær spilletid (3 point), V2: Kampe vundet efter overtid/straffeslag (2 point), T1: Kampe tabt efter overtid/straffeslag (1 point), T0: Kampe tabt i ordinær spilletid (0 point), Mf: Mål for, Mi: Mål imod, +/-: Måldifference, P: Point |                           |    |    |    |    |    |    |   |    |      |          |
| Nr | Hold                      | K  | V3 | V2 | T1 | T0 | Mf |   | Mi | +/-  | P        |
| 1 | Aalborg Pirates           | 16 | 12 | 1  | 1  | 2  | 74 | – | 38 | +i36 | 39Final4 |
| 2 | Herning Blue Fox          | 16 | 7  | 4  | 2  | 3  | 62 | – | 45 | +i17 | 31Final4 |
| 3 | SønderjyskE Ishockey      | 16 | 6  | 2  | 4  | 4  | 54 | – | 45 | +i9  | 26Final4 |
| 4 | Rungsted Seier Capital    | 16 | 7  | 1  | 2  | 6  | 58 | – | 49 | +i9  | 25Final4 |
| 5 | Odense Bulldogs           | 16 | 7  | 1  | 2  | 6  | 53 | – | 52 | +i1  | 25       |
| 6 | Esbjerg Energy            | 16 | 6  | 2  | 1  | 7  | 47 | – | 44 | +i3  | 23       |
| 7 | Herlev Eagles             | 16 | 5  | 3  | 1  | 7  | 45 | – | 53 | −i8  | 22       |
| 8 | Rødovre Mighty Bulls      | 16 | 4  | 2  | 0  | 10 | 46 | – | 76 | −i30 | 16       |
| 9 | Frederikshavn White Hawks | 16 | 2  | 0  | 3  | 11 | 40 | – | 77 | −i37 | 9        |

## Final 4

### Semifinaler
De fire hold blev parret i to semifinaler ved en lodtrækning uden seedning foretaget den 28. november 2023.
| Dato       | Kl.   | Kamp                                     | Res. | Perioder      | OT | GWS | Tilsk. | Ref.        |
| ---------- | ----- | ---------------------------------------- | ---- | ------------- | -- | --- | ------ | ----------- |
| 19. januar | 16:00 | SønderjyskE Ishockey – Herning Blue Fox  | 4–1  | 1-1, 1-0, 2-0 |    |     | 1.386  | Kamprapport |
| 19. januar | 19:30 | Aalborg Pirates – Rungsted Seier Capital | 0–3  | 0-2, 0-1, 0-0 |    |     | 3.169  | Kamprapport |

### Finale
Finalen blev afgjort i én kamp mellem vinderne af de to semifinaler.
| Dato       | Kl.   | Kamp                                          | Res. | Perioder      | Tilsk. | Ref.        |
| ---------- | ----- | --------------------------------------------- | ---- | ------------- | ------ | ----------- |
| 20. januar | 19:00 | Rungsted Seier Capital – SønderjyskE Ishockey | 0–7  | 0-2, 0-2, 0-3 | 2.163  | Kamprapport |